# Дюрфор (Арьеж)
Дюрфо́р (фр. Durfort) — коммуна во Франции, находится в регионе Юг — Пиренеи. Департамент коммуны — Арьеж. Входит в состав кантона Ле-Фосса. Округ коммуны — Памье.
Код INSEE коммуны — 09109.

## Население
Население коммуны на 2008 год составляло 173 человека.
| 1962 | 1968 | 1975 | 1982 | 1990 | 1999 | 2008 |
| ---- | ---- | ---- | ---- | ---- | ---- | ---- |
| 157  | 167  | 116  | 120  | 111  | 126  | 173  |

## Экономика
В 2007 году среди 106 человек в трудоспособном возрасте (15—64 лет) 65 были экономически активными, 41 — неактивными (показатель активности — 61,3 %, в 1999 году было 67,4 %). Из 65 активных работали 59 человек (37 мужчин и 22 женщины), безработных было 6 (3 мужчины и 3 женщины). Среди 41 неактивных 14 человек были учениками или студентами, 11 — пенсионерами, 16 были неактивными по другим причинам.